# ZMC Amicitia Zürich
Der ZMC Amicitia Zürich war ein Schweizer Handballclub der 2010 mit der Handballsektion von GCZ fusionierte. Bis zur Saison 2017/18 wurden beide Logos verwendet. 2017 verschwand das Logo von Amicitia von den Trikots.

## Geschichte

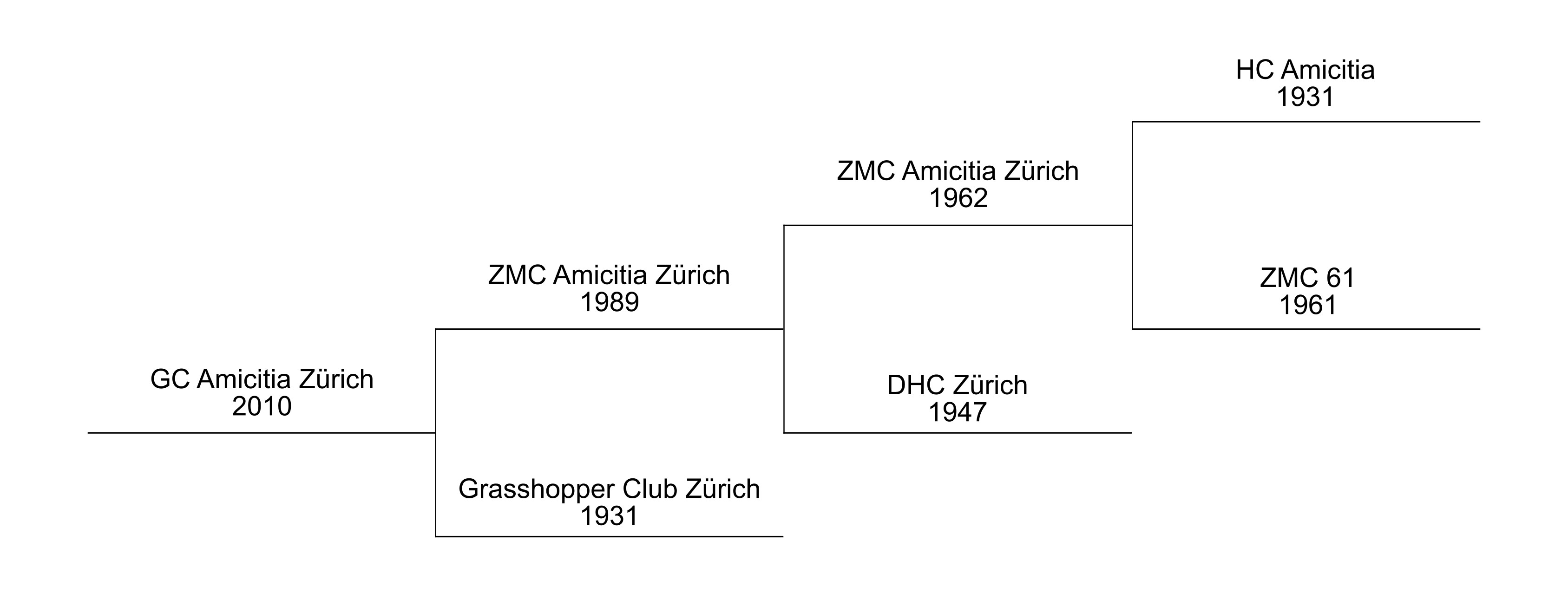
Geschichte des GC Amicitia Zürich

Der Verein ging 1962 aus dem Zusammenschluss der Vereine HC Amicitia Zürich (gegründet Juli 1931) und ZMC 61 (gegründet 1961) hervor.
1986 wurde die Mädchenabteilung des Vereins gegründet. Am 1. April 1989 erfolgte eine weitere Fusion mit dem DHC (Damenhandballclub) Zürich (gegründet 1947) zum ZMC Amicitia Zürich.
Der Name Amicitia bedeutet Freundschaft, ZMC stand für den Zürcher Mittelschul Club.
Am 23. August 2010 fusionierte der Verein mit der Handballabteilung des ebenfalls in Zürich beheimateten Grasshopper Clubs (GC).

## Sportliche Erfolge

### Männer
Die Männermannschaft des HC Amicitia war 1937 Schweizer Meister im heute nicht mehr ausgetragenen Feldhandball. Der Verein gewann 1987, 1988, 1989, 2008, 2009 die Schweizer Meisterschaft im Hallenhandball und 2009 den Schweizer Cup. Grösster Erfolg war das Erreichen des Europacup-Finales 1987 an, welches gegen ZSKA Moskau verloren wurde. Im gleichen Jahr wurde dem Verein die Auszeichnung Schweizer Mannschaftssportler des Jahres verliehen.

### Frauen
Die Frauenmannschaft wurde 2004 Schweizer Meister in der Nationalliga A. 2005 gewannen sie den Schweizer Cup.